# Louis Hofmann
Louis Hofmann (Bergisch Gladbach, 3 giugno 1997) è un attore tedesco, famoso per aver recitato nei film Tom Sawyer, Land of Mine - Sotto la sabbia e Lettere da Berlino. Nel 2017 raggiunge la notorietà internazionale grazie al ruolo di Jonas Kahnwald nella serie TV Netflix Dark.

## Biografia

### Giovinezza e carriera
Hofmann è nato il 3 giugno 1997 a Bensberg, quartiere della città di Bergisch Gladbach, e vive con i genitori e con il fratello maggiore. Dopo aver lavorato nel programma radiofonico Servicezeit della WDR, ha recitato per la prima volta nel 2010 nel film televisivo Der verlorene Vater. Dopo aver recitato nelle serie televisive Danni Lowinski e Squadra Speciale Cobra 11, nel 2011 ha interpretato il ruolo di Tom Sawyer nell'omonimo film. Nel 2012 è tornato ad interpretare Tom Sawyer nel film Le avventure di Huckleberry Finn. Nel 2013 ha recitato nelle serie Stolberg e Squadra Speciale Colonia. Nel 2015 ha recitato nel film Land of Mine - Sotto la sabbia e l'anno seguente in Lettere da Berlino. Nel 2017 è protagonista della serie TV Dark prodotta da Netflix.

## Filmografia

### Attore

#### Cinema
- Tom Sawyer, regia di Hermine Huntgeburth (2011)
- Le avventure di Huckleberry Finn (Die Abenteuer des Huck Finn), regia di Hermine Huntgeburth (2012)
- L'uomo perfetto (Der fast perfekte Mann), regia di Vanessa Jopp (2013)
- Freistatt, regia di Marc Brummund (2015)
- Land of Mine - Sotto la sabbia (Under sandet), regia di Martin Zandvliet (2015)
- Lettere da Berlino (Alone in Berlin), regia di Vincent Pérez (2016)
- Die Mitte der Welt, regia di Jakob M. Erwa (2016)
- Lommbock, regia di Christian Zübert (2017)
- 1000 Arten Regen zu beschreiben, regia di Isabel Prahl (2017)
- Red Sparrow, regia di Francis Lawrence (2018)
- Nureyev - The White Crow (The White Crow), regia di Ralph Fiennes (2018)
- Lysis, regia di Rick Ostermann (2018)
- Prélude, regia di Sabrina Sarabi (2019)
- Deutschstunde, regia di Christian Schwochow (2019)
- Ein kleiner Schnitt, regia di Marleen Valien - cortometraggio (2020)
- Der Passfälscher, regia di Maggie Peren (2022)
- Seneca, regia di Robert Schwentke (2023)
- Fresh, regia di Damian John Harper (2024)
- Lilies Not for Me, regia di Will Seefried (2024)

#### Televisione
- Der verlorene Vater, regia di Hermine Huntgeburth – film TV (2010)
- Tod in Istanbul, regia di Matti Geschonneck – film TV (2010)
- Danni Lowinski – serie TV, 1 episodio (2010)
- Squadra Speciale Cobra 11 (Alarm für Cobra 11 - Die Autobahnpolizei) – serie TV, 1 episodio (2011) Non accreditato
- Wilsberg – serie TV, 1 episodio (2012)
- Stolberg – serie TV, 1 episodio (2013)
- Squadra Speciale Colonia (SOKO Köln) – serie TV, 1 episodio (2013)
- Das Zeugenhaus, regia di Matti Geschonneck – film TV (2014)
- Das weiße Kaninchen, regia di Florian Schwarz – film TV (2016)
- Der kleine Rabe Socke - Die Serie – serie TV (2016-2017)
- You Are Wanted – serie TV, 5 episodi (2017)
- Paare – serie TV, 1 episodio (2017)
- Colpevoli (Schuld nach Ferdinand von Schirach) – serie TV, 1 episodio (2017)
- Dark – serie TV, 26 episodi (2017-2020)
- Life After Life – serie TV, 2 episodi (2022)
- Tutta la luce che non vediamo (All the Light We Cannot See), regia di Shawn Levy – miniserie TV, (2023)
- Masters of the Air, regia di vari registi – miniserie TV, 1 episodio (2024)
- Ripley, regia di Steven Zaillian – miniserie TV, 1 episodio (2024)

### Doppiatore
- Ende Neu, regia di Leonel Dietsche (2018)
- Elfkins - Missione Best Bakery (Die Heinzels - Rückkehr der Heinzelmännchen), regia di Ute von Münchow-Pohl - film d'animazione (2019)

## Riconoscimenti
- 2015 – Bayerischer Filmpreis
  - Miglior giovane attore per Freistatt

- 2015 – Günter Strack TV Award
  - Nomination Miglior giovane attore per Das Zeugenhaus

- 2015 – Tokyo International Film Festival
  - Best Actor Award per Land of Mine - Sotto la sabbia (con Roland Møller)

- 2016 – Beijing International Film Festival
  - Tiantian Award al Miglior attore per Land of Mine - Sotto la sabbia

- 2016 – Bodil Awards[11][12]
  - Bodil Award al Miglior attore non protagonista per Land of Mine - Sotto la sabbia

- 2016 – Danish Film Awards
  - Nomination Miglior attore non protagonista per Land of Mine - Sotto la sabbia

- 2016 – German Screen Actors Awards
  - Miglior giovane attore per Freistatt

- 2017 – Festival internazionale del cinema di Berlino
  - EFP Shooting Star

- 2017 – Jupiter Award
  - Nomination Miglior attore tedesco per Die Mitte der Welt

- 2018 – Golden Camera
  - Miglior giovane attore per Dark

- 2018 – Grimme Award
  - Adolf Grimme Award per Dark (con Jantje Friese, Baran bo Odar, Udo Kramer, Simone Bär, Angela Winkler e Oliver Masucci)

- 2018 – Jupiter Award
  - Miglior attore televisivo tedesco per Dark

## Doppiatori italiani
Nelle versioni in italiano dei suoi film, Louis Hofmann è stato doppiato da:
- Stefano Broccoletti in Dark[13], Tutta la luce che non vediamo
- Flavio Aquilone in Land of Mine -  Sotto la sabbia[14]
- Daniele De Lisi in Red Sparrow[15]
- Federico Viola in Nureyev - The White Crow[16]